# 欧蒂乌
欧蒂乌（法語：Authiou，法語發音：[otju]）是法国涅夫勒省的一个市镇，属于克拉姆西区。 

## 地理
欧蒂乌（47°16'19"N, 3°24'56"E）面积7.31 平方千米，位于法国勃艮第-弗朗什-孔泰大區涅夫勒省，该省份为法国中部省份，北至约讷省，西北接卢瓦雷省，西接谢尔省，南至阿列省，东南接索恩-卢瓦尔省，东临科多尔省。
与欧蒂乌接壤的市镇（或旧市镇、城区）包括：舍瓦讷-尚日、阿尔泰勒、阿尔藏布伊、尚普兰、沙泽伊。

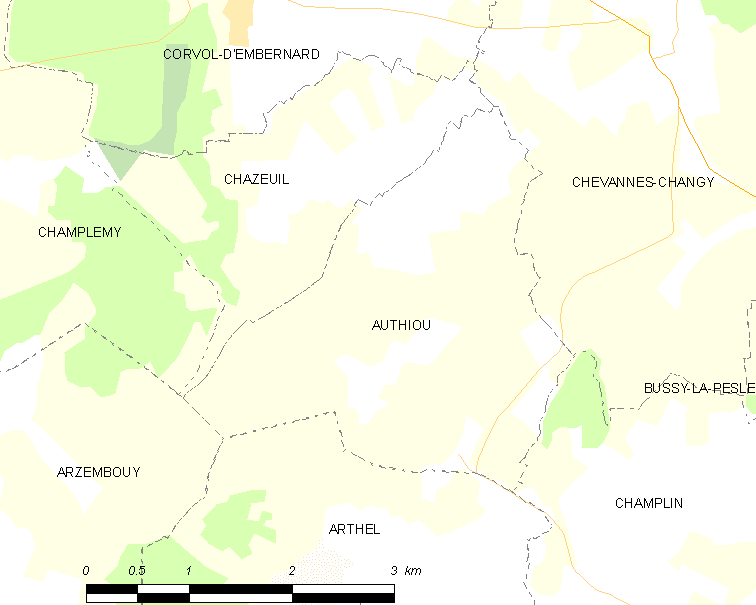
欧蒂乌的OSM定位图

欧蒂乌的时区为UTC+01:00、UTC+02:00（夏令时）。

## 行政
欧蒂乌的邮政编码为58700，INSEE市镇编码为58018。

## 政治
欧蒂乌所属的省级选区为科尔比尼县。

## 人口

1962-2008年间欧蒂乌人口变化图示

欧蒂乌于2022年1月1日时的人口数量为40人。